# Brunon Podjaski
Brunon Podjaski (ur. 1915 w Linowcu, zm. 6 października 1988 w Lubinie) – polski malarz prymitywista.

## Życiorys
Urodził się w Linowcu koło Starogardu Gdańskiego na Kociewiu. Ukończył pięć klas szkoły powszechnej, a następnie kształcił się w miejscowej wytwórni na kaflarza. Był robotnikiem rolnym na folwarku u miejscowego Niemca. W 1938 został powołany do wojska. Przydzielono go do 64. pułku 16. Dywizji Piechoty w Grudziądzu, która brała później udział w walkach nad Bzurą. Brunon dostał się do niewoli, ale udało mu się uciec i wrócić do majątku ziemskiego gdzie pracował.
W połowie 1941 został wcielony do armii niemieckiej. Stacjonował we Francji, a później wysłano go na front wschodni. Poprosił kolegę o przestrzelenie ręki żeby uniknąć udziału w walkach. Po wyjściu ze szpitala został ponownie wysłany na front, skąd zdezerterował i oddał się do niewoli radzieckiej. Prawdopodobnie w czasie pracy w fabrykach w Zaporożu zaraził się gruźlicą płuc. Od 1949 leczył się w sanatorium Bukowiec w Kowarach. Przeszedł tam dwie operacje. Po wyleczeniu pozostał w sanatorium jako ogrodnik. Zaczął też wówczas malować. Ogółem spędził w Kowarach niemal 30 lat.
W sanatorium zaprzyjaźnił się z innym artystą, Józefem Gielniakiem, który także leczył tam gruźlicę płuc. Po śmierci Gielniaka w 1972 Podjaski namalował dramatyczny cykl obrazów, których przewodnim tematem była śmierć.
W październiku 1977 wyprowadził się do Lubina, gdzie podjął pracę ogrodnika w dawnym szpitalu psychiatrycznym, przejętym przez zakłady górnicze. W 1981 przeszedł na emeryturę, choć nadal malował. Zmarł w 1988. Jest pochowany na starym cmentarzu w Lubinie.

## Wystawy
- 1971 - Wrocław[1]
- 1973 - Spoleto[1]
- 1974 - Szczecin[1]
- 1985 - Radom[1]
- 2005 - Radom[1]
- 2006 - Kowary[1]
- 2007 - BWA, Jelenia Góra[1]